# Сара Парецкі
Сара Парецкі (англ. Sara Paretsky) — американська письменниця детективного жанру, найбільш відома серією романів із головною героїнею В. І. Варшавскі (V. I. Warshawski). Її твори отримали кілька престижних літературних премій.

## Біографія
Народилася в Амесі, штат Айова. Її батько був мікробіологом і перевіз сім'ю до Канзасу в 1951 році після того, як влаштувався на роботу в Університет Канзасу, який Парецкі згодом закінчила. Її стосунки з батьками були напруженими; її мати була алкоголічкою, тоді як батько був поведений на суворій дисципліні.
Отримавши ступінь бакалавра політології в Університеті Канзасу, вона працювала на громадських роботах у південній частині Чикаго в 1966 році і повернулася туди в 1968 році.
У 1969 році вона отримала ступінь магістра в Чиказькому університеті та отримала ступінь доктора філософії з історії там у1977 році. Її дисертація мала назву «Розпад моральної філософії в Новій Англії до громадянської війни». У 1977 році вона також отримала ступінь магістра ділового адміністрування у Вищій школі бізнесу Чиказького університету.
Парецкі є випускницею Ragdale Foundation. У 2011 році вона зіграла в аматорській легкій опері.
Головною героїнею всіх, крім двох, романів Парецкі є приватний детектив В. І. Варшавскі, автору приписують трансформацію ролі та образу жінки в кримінальному романі. Вона вважається засновницею Sisters in Crime, організації, яка підтримує та просуває жінок у детективному жанрі.
Її чоловік, Кортней Райт, був професором фізики в Чиказькому університеті. Вони були разом із 1970 року до його смерті в 2018 році.

## Твори

### Серія романів із В.І.Варшавські
- Indemnity Only[en] (Лише відшкодування) (1982)
- Deadlock[en] (Глухий кут) (1994)
- Killing Orders (Накази про вбивство) (1985)
- Bitter Medicine (Гіркі ліки) (1987)
- Blood Shot[en] (Постріл кров'ю) (1988) (отримав Срібний кинджал)
- Burn Marks (Сліди опіків) (1990)
- Guardian Angel (Ангел-охоронець) (1992)
- Tunnel Vision (Тунельне бачення) (1994)
- Windy City Blues (Блюз вітряного міста) (1995) (збірка оповідань)
- Hard Time (Тяжкий час) (1999)
- Total Recall (Згадати все) (2001)
- Blacklist (Чорний список) (2003) (отримав Золотий кинджал)
- Fire Sale (Розпродаж пожежних речей) (2005)
- Hardball (Хардболл) (2009)
- Body Work (Робота над тілом) (2010)
- Breakdown (Аварія) (2012)
- Critical Mass (Критична маса) (2013)
- Brush Back (Повернути назад) (2017)
- Wildcat (Дика кішка) (2017)
- Fallout (Опади) (2017)
- Death on the Edge (Смерть на краю) (2018)
- Shell Game (Гра в мушлі) (2018)
- Dead Land (Смертельна земля) (2020)
- Overboard (За бортом) (2022)

### Інші романи
- Ghost Country (Примарна країна) (1998)
- Bleeding Kansas (Канзас, який кровоточить) (2008)

### Збірки оповідань
- Windy City Blues (Блюз вітряного міста) (1995)
- A Taste of Life and Other Stories (Смак життя та інші історії) (1995)
- Love & Other Crimes (Любов та інші злочини) (2020)

### Нехудожні твори
- Case Studies in Alternative Education (Тематичні дослідження в альтернативній освіті) (1975)
- Writing in an Age of Silence (Писати в епоху тиші) (2007)
- Words, Works, and Ways of Knowing: The Breakdown of Moral Philosophy in New England Before the Civil War (Слова, твори та шляхи пізнання: розпад моральної філософії в Новій Англії до громадянської війни) (2016)

## Як редактор
- Eye of a Woman (Око жінки) (1991) (збірка оповідань)
- Women on the Case (Жінки в справі) (1997)
- Sisters on the Case (Сестри по справі) (2007)